# Димківська сільська рада
Ди́мківська сільська́ ра́да — адміністративно-територіальна одиниця та орган місцевого самоврядування у Глибоцькому районі Чернівецької області. Адміністративний центр — село Димка.

## Загальні відомості
- Населення ради: 1 855 осіб (станом на 2001 рік)

## Населені пункти
Сільській раді були підпорядковані населені пункти:
- с. Димка

## Склад ради
Рада складалася з 16 депутатів та голови.
- Голова ради: Сирбу Михайло Петрович
- Секретар ради: Іоняк Ганна Миколаївна

### Керівний склад попередніх скликань
| Прізвище, ім'я, по батькові | Основні відомості                                                               | Дата обрання | Дата звільнення |
| --------------------------- | ------------------------------------------------------------------------------- | ------------ | --------------- |
| Сирбу Михайло Петрович      | Сільський голова, 1956 року народження, освіта середня спеціальна, безпартійний | 26.03.2006   | 31.10.2010      |
| Сирбу Михайло Петрович      | Сільський голова, 1956 року народження, освіта середня спеціальна, безпартійний | 31.10.2010   |                 |

Примітка: таблиця складена за даними сайту Верховної Ради України

### Депутати
За результатами місцевих виборів 2010 року депутатами ради стали:

#### За суб'єктами висування
| Суб'єкт висування | Кількість обраних депутатів | %   |
| ----------------- | --------------------------- | --- |
| Самовисування     | 16                          | 100 |

#### За округами
| № округу | Прізвище, ім'я, по батькові     | Дата визнання обраним | Освіта             | Партійна приналежність | Відомості про обраного депутата                                          |
| -------- | ------------------------------- | --------------------- | ------------------ | ---------------------- | ------------------------------------------------------------------------ |
| 1        | Безушко Марія Петрівна          | 04.11.2010            | середня спеціальна | позапартійна           | Димківська сільська рада, касир                                          |
| 2        | Паламарюк Корнелія Василівна    | 04.11.2010            | середня спеціальна | позапартійна           | Димківська сільська рада, спеціаліст                                     |
| 3        | Кольцюк Сергій Петрович         | 04.11.2010            | вища               | позапартійний          | приватний підприємець                                                    |
| 4        | Унгурян Іван Михайлович         | 04.11.2010            | середня            | позапартійний          | тимчасово не працює                                                      |
| 5        | Іоняк Ганна Миколаївна          | 04.11.2010            | середня спеціальна | позапартійна           | Димківська сільська рада, землевпорядник                                 |
| 6        | Микитюк Петро Васильович        | 04.11.2010            | вища               | позапартійний          | Глибоцька райдержадміністрація, головний спеціаліст управління економіки |
| 7        | Головата Маргарета Лауренціївна | 04.11.2010            | вища               | позапартійна           | Димківська загальноосвітня школа, вчитель математики                     |
| 8        | Беженар Віталій Радувич         | 04.11.2010            | середня            | позапартійний          | тимчасово не працює                                                      |
| 9        | Вербицький Василь Євгенович     | 04.11.2010            | середня            | позапартійний          | пенсіонер                                                                |
| 10       | Гуцуляк Віталій Мірчевич        | 04.11.2010            | середня            | позапартійний          | тимчасово не працює                                                      |
| 11       | Літвін Іван Михайлович          | 04.11.2010            | середня            | позапартійний          | тимчасово не працює                                                      |
| 12       | Михайлюк Микола Георгійович     | 04.11.2010            | середня            | позапартійний          | тимчасово не працює                                                      |
| 13       | Гуржуй Лілія Іванівна           | 04.11.2010            | середня спеціальна | позапартійна           | тимчасово не працює                                                      |
| 14       | Катеренчук Микола Степанович    | 04.11.2010            | середня            | позапартійний          | Глибоцька лісодільниця, водій                                            |
| 15       | Іоняк Анжела Георгіївна         | 04.11.2010            | середня спеціальна | позапартійна           | Димківська сільська рада, секретар                                       |
| 16       | Сирбу Олена Савівна             | 04.11.2010            | середня спеціальна | позапартійна           | пенсіонер                                                                |